# Raj Patel

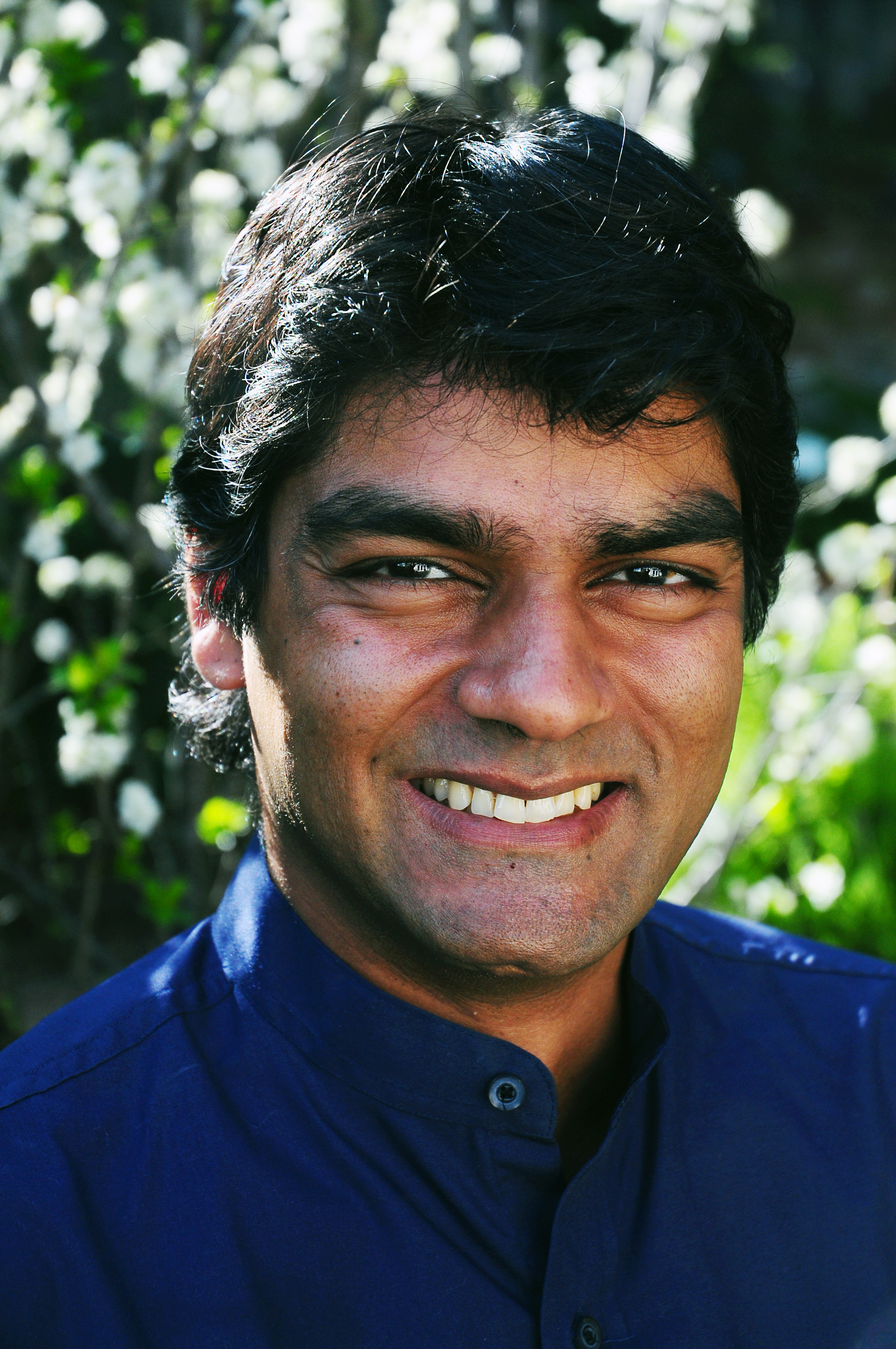
Raj Patel (2008)

Raj Patel (geboren 1972 in London als Rajeev Patel) ist ein britisch-amerikanischer Wissenschaftler, Schriftsteller, Journalist und Aktivist.

## Leben
Patel studierte im Bachelorstudiengang Politik, Philosophie und Wirtschaft an der University of Oxford. Nach dessen Abschluss im Jahr 1995 studierte er an der London School of Economics. Sein Doktorat schloss er 2002 an der Cornell University ab. Von 2006 bis 2013 war er Gastprofessor an der University of California, von 2007 bis 2014 wissenschaftlicher Mitarbeiter an der Universität von KwaZulu-Natal in Durban. Er ist als Professor an der University of Texas am Standort Austin sowie an der Rhodes University in Südafrika tätig.
Er schreibt regelmäßig für The Guardian sowie zahlreiche andere Zeitungen. Sein Buch The Value of Nothing wurde 2010 zu einem New York Times Bestseller. Er hat für die Weltbank und die Welthandelsorganisation gearbeitet, setzt sich aber sehr kritisch mit deren Rolle in Ernährungsfragen auseinander. Seine Arbeitsschwerpunkte sind Globalisierung, Ernährungssouveränität und Welthunger.
Derzeit (2017) arbeitet Patel an dem Dokumentarfilm Generation Food zum globalen Lebensmittelsystem gemeinsam mit Steve James. 2017 veröffentlicht er das Buch Seven Cheap Things über Ökologie und Kapitalismus gemeinsam mit Jason W. Moore.
Seit 2010 hat Patel die amerikanische Staatsbürgerschaft.

## Werke
- Stuffed and Starved: The Hidden Battle for the World Food System. 2008
- Food Rebellions! Crisis and the Hunger for Justice. 2009 (gemeinsam mit Eric Holt Giménez)
- The Value of Nothing. 2010
  - dt. The Value of Nothing. Was kostet die Welt?. 2010
- gemeinsam mit Jason W. Moore: Seven Cheap Things: A Guide to Capitalism, Nature, and the Future of the Planet. 2017
  - dt. Entwertung: Eine Geschichte der Welt in sieben billigen Dingen. 2018